# 菊池たけし
菊池 たけし（きくち たけし、1968年9月13日 - ）は、テーブルトークRPGや読者参加ゲームを手がけるゲームデザイナー、ライター。ファーイースト・アミューズメント・リサーチ（F.E.A.R.）の創設メンバーにして現在、副社長。
テーブルトークRPG関係の記事を書くライターとしては日本を代表する人物の一人。特にTRPGリプレイ作家として著名である。2007年には、代表作『ナイトウィザード』がアニメ化された。
「TRPGリプレイと読者参加ゲーム専門の局地戦用物書き」を自称しているが、ゲームデザインからコラム執筆までマルチな才能を持つ人物でもある。

## 経歴
学生時代はウォー・シミュレーションゲーム少年で、主にツクダホビーやエポック社（LECカンパニー）のゲームを友人たちと嗜んでいた。1985年にシミュレーションゲーム雑誌『シミュレイター』新1号に掲載された『ローズ・トゥ・ロード』のリプレイ「七つの祭壇」（著者は藤浪智之）をゲーム仲間であった鈴木猛から見せられ強い衝撃を受ける。このときからテーブルトークRPGとリプレイに強い関心を持つようになった。声優の池田秀一は高校が同じ母校で先輩にあたる。菊池は池田の演じたアニメ『機動戦士ガンダム』のシャア・アズナブルのファンであり、シャアのオマージュキャラクターをリプレイに登場させたり、アニメでの台詞を使う事もある。『ナイトウィザード・ファンブック パワー・オブ・ラブ』のドラマCDでは実際に池田が出演している。なお、前述の高校の大先輩と知ったのは、このドラマCDの収録後の事である。
後に様々なゲーム雑誌に記事を投稿するようになり、それが縁でいくつかのゲーム雑誌（『シミュレイター』『タクテクス』など）でウォー・シミュレーションゲームやテーブルトークRPGの記事を書くようになる。記事を掲載するにあたって、ゲームサークル「サークルゆど～ふ」（後に「スタジオ世界館」）として菊池が文章を書き鈴木猛がイラストを描くコンビ形式で活動するようになった。初めての商業誌でのリプレイ記事は、『シミュレイター』（新）に連載されたウォー・シミュレーションゲーム『宇宙戦艦ヤマト』（バンダイifシリーズ。参考)。
『RPGマガジン』上でサークル内の出来事を面白おかしく書く形式で人気を集めていたが、同誌に連載したRPGリプレイ記事「アルセイルの氷砦（ひょうさい）」が人気を博したことから、一躍看板ライターとなる。後に『コンプRPG』や『マル勝PCエンジン』などにも数多くの記事を連載するようになり、雑誌記事ライターとして多忙を極めるようになる。
しかし、「アルセイルの氷砦」に続いて連載されたリプレイ「フォーチューンの海砦」の連載中にサークル内の人間関係のトラブルによってプレイヤーの半分が途中で脱落して入れ替わるという事件（フォーチューンの海砦#プレイヤー交代事件参照）が発生。これ以降は菊池たけし単独で活動し、記事ごとに別のイラストレーターと組むようになる。
1993年にF.E.A.R.（ファーイースト・アミューズメント・リサーチ）の創設とともに同社のメンバーとして参加。以後は「スタジオ世界館」名義ではなく「F.E.A.R.」名義で活動するようになった（初期は雑誌記事の著者名に「菊池たけしとスタジオ世界館/F.E.A.R.」というように両方の名前が併記される時期もあった）。
1990年代末期の「テーブルトークRPG冬の時代」（テーブルトークRPG関係の出版が同時期に停滞した数年間のこと）において、多くのテーブルトークRPG雑誌が休刊。また、他分野の雑誌でもテーブルトークRPGや読者参加企画ページの需要が減り、菊池がメディアに表出する機会は減った。この頃の菊池はF.E.A.R.のスタッフとして同社のゲーム製作に関わっていたり、コンシューマゲームの脚本や、『E-LOGIN』で読者参加企画を担当するなどしていた。
2000年代に入り、TRPG第2作である『ナイトウィザード』が発売されたことをきっかけに、彼のリプレイが富士見ドラゴンブックとファミ通文庫で販売されるようになる。

## 代表作
代表作は『セブン＝フォートレス』『ナイトウィザード』『アリアンロッドRPG』『女神天国』など。1990年代前半、『RPGマガジン』に連載した『セブン＝フォートレス』のリプレイ「アルセイルの氷砦」で、コミック・ライトノベル調の派手で明るいノリを持ち込んだ。この時点では『セブン＝フォートレス』のゲームシステムは完成しておらず（完成は1997年に入ってから）、ゲームセッション中にデータを作成したり、読者投稿を採用したりして、読者とともにゲームを作っていくというライブ感覚もアピールしていた。以後、このリプレイは「砦シリーズ」として続編化され、第2作「フォーチューンの海砦」までが『RPGマガジン』に連載された。『RPGマガジン』が『GAMEぎゃざ』に変わった後は、F.E.A.R.のゲームサポート誌でもある『ゲーマーズ・フィールド』に連載を移し、第3作「リーンの闇砦（あんさい）」以降の作品を執筆している。
『ナイトウィザード』、『アリアンロッドRPG』などの自作TRPGの他、『ダブルクロス』（矢野俊策作）、『ブレイド・オブ・アルカナ』（鈴吹太郎作）、『アルシャード』（井上純弌作）などのリプレイも手がけ、多数の作品が文庫化（富士見ドラゴンブック、ファミ通文庫）・単行本化（ログインテーブルトークRPGシリーズ）されている。
また、『女神天国』を始めとする多数の読者参加ゲームのデザインやライター、コンシューマーゲーム『真・魔装機神』の脚本なども手がけている。

## 評価

### リプレイライター・ゲームマスターとして
菊池がGMとして書くシナリオは、世界滅亡の危機に立ち向かうタイプの派手な物語が多い。しかしリプレイライターとしては、それらの極限状況をシリアス一辺倒に描くのでなく、（笑）（爆笑）（一同大爆笑）を多用した軽妙でコミカルな文体も交えて描写する。これは菊池自身も自覚しており「（笑）と世界滅亡の危機をこよなく愛する男」と自称している。
RPGセッションのライブ感を文章で表現することにこだわりを持っており、ゲーム展開と全く関係ないような雑談やプレイヤーの発言であっても、内容が面白ければ積極的に文章として書きこむ。その結果、菊池のリプレイ（いわゆる「きくたけリプレイ」）は「プレイヤーキャラクター」の「プレイヤーそのもの」の性格や特徴がカリカチュアライズされて面白おかしく表現されることになる。例えば「女性キャラクターを、実際は男性のプレイヤーが演じている」といったケースの場合、そこを逆手にとり「ムサイ男が美少女を演じている」という露悪表現で一種のギャグに昇華するという手法が使われた（『ナイトウィザード』（ルール第一版）リプレイ「白き陽の御子」）。
これらの手法については、山本弘の『ソードワールド』のリプレイの影響が大きいと本人がコメントしている。
かつては「ラブコメは苦手」と公言しており、仮にヒロイン的キャラクターを出してもそれが恋愛要素と絡められることは皆無だったが、2002年に発表した『ナイトウィザード』（ルール第一版）のリプレイ「星を継ぐ者」をきっかけに、ラブコメ展開も積極的にシナリオに盛り込むようになった。
かつては遅筆による記事休載、記事のミスや誤植の多いライターとして有名だった。それを自らネタとして多用することも多く、それゆえに「編集者に『仕事をしろ』と激怒され、『Gつーる』と書かれた巨大なハンマーで殴り倒される」など雑誌掲載の楽屋ネタ漫画に描かれたり、読者投稿コーナーなどで玩弄されることも多かった。愛称の「変熊」も、「菊池さんは変熊なんですか？」という「変態」を誤記した読者投稿を紹介したのがきっかけである。『セブン＝フォートレス』においては変熊に作家の職業病とも言える「不眠」を頭に冠して英訳し、「ノンスリープ・ストレインジ・ベア」なるモンスターを製作している。
リプレイに出てくるキャラクター名の名づけ方としては「目の前にある飲み物やお菓子からつける」というものが定番としてある。キャラクターの名前をその場でアドリブでつける必要が出たときにはこの命名法が多用されている。このような形で名づけられたキャラクターの例としてウェルチ（ワイン風のジュースで有名なアメリカのブランドから）、三ツ矢伊右衛門（アサヒ飲料の三ツ矢サイダーとサントリーの伊右衛門から）などがいる。この命名法は意外と一般ユーザーにも浸透しているらしく、『アリアンロッドRPG』のエネミーイラストを担当している安達洋介は『QuickStart!!』でネタにした。また、菊池がGMを務めるリプレイ用セッションで、プレイヤーがこの方法を使うこともしばしばある（例：サシャ（ロッテのチョコ菓子「紗々」から。命名は田中信二））。
プレイヤーの意見を取り入れて、GMが、予め用意したシナリオを調整しつつセッションを進めていくのはTRPGでは珍しいことではないが、菊池はプレイヤーの意見の方が自身のシナリオよりもセッションが盛り上がると判断すれば、敢えてシナリオを破棄する事も辞さない。「アリアンロッド・サガ・リプレイ」3巻第5話「フェリタニア絶対防衛戦」では、他のプレイヤーはもちろんGMの菊池すら想定していなかった大竹みゆの提案を長考の末に受け入れ、以後のシナリオをほとんど破棄し、アドリブでセッションを進行している。のちに菊池は『ゲーマーズ・フィールド別冊』Vol.19「アリアンロッド・サガ演義」収録の座談会で「GMの予想にないPCの行動でその後のシナリオの展開が変わるのはTRPGの夢」と語る一方、「途中でプレイヤーに『これどうしたらいいんでしょう?』とぶっちゃけた」「こんなに慌てたのは何年ぶりだろう」と、実際のセッション進行実務の苦労を振り返っている。

### ゲームデザイナーとして
リプレイライターとして注目されることの多い菊池たけしだが、彼は日本を代表するテーブルトークRPGのゲームデザイナーの一人でもある。彼が手がけた作品には『セブン＝フォートレス』、『ナイトウィザード』、『アリアンロッドRPG』がある。また井上純弌と共同で『アルシャードガイアRPG』をデザインしている。
兄妹作品である『セブン＝フォートレス』『ナイトウィザード』における「セッションごとにクリティカル値とファンブル値を決め直す」ルールにみられるように、1回のダイス目次第で圧勝と敗北が分かれるようなギャンブル性のとても高いピーキーなゲーム性が特徴である。このピーキーなバランス感覚は「きくたけリプレイ」の世界観にそのまま反映され、「そこらへんの魚屋でもダイス目次第で山をも一撃で崩す攻撃ができるが、選ばれた英雄でもダイス目次第でアリに噛まれただけでザコのように死んでしまう」というナンセンスかつコミカルなノリが多くの「きくたけリプレイ」で展開されることになった。
ダンジョンゲームに深い思い入れがあり、『アルシャードガイアRPG』を例外として、どんなシチュエーションの世界観であろうともダンジョン探索のルールをゲームに盛り込んでいる。
かつては「自分がリプレイでやっているようなノリを誰でも行えるようにする」ということを意識してゲームデザインをしていた時期もあったが、近年では逆にリプレイライターとして嗜好とゲームデザイナーとしての嗜好が乖離しつつある。自分がデザインしたゲームのリプレイにおいて、そのゲームの基本的な雰囲気からはとても想像できないような展開をする独自性の高いリプレイを発表していたりもする（特に『ナイトウィザード』で顕著である）。

### 読者参加企画の主催として
菊池が手がけた読者参加企画は、その多くが「読者のハガキにより、数人の美少女キャラクターの人気などの勝敗が競われる」という形式のものである。この系統は現在の読者参加企画では主流を成すものであるが、菊池が読者参加企画の世界で活躍していた1990年代前半では異端であった。ただし、現在の美少女読者参加企画のメインストリームと菊池の美少女読者参加企画はそのノリは大きく異なっている。
菊池が読者参加企画で美少女キャラを多用するのは、萌え的なシチュエーションのためではなくギャグ的なシチュエーションのためという部分が大きい。世界滅亡の危機などのシリアスなシチュエーションに対して、それに似合わないようなあっけらかんとした美少女キャラクターを配置することでギャップを楽しむというのは、彼の読者参加企画の黄金パターンである。
読者参加企画が、それ自体をゲームで楽しむためのもの以上に、メディアミックスとしての「キャラクターコンテンツの宣伝」としての需要が高まっていく中、菊池が開拓した美少女読者参加企画は形態として様々な企画に影響を与えた。しかし、彼自身の読者参加企画はキャラクターそのものを独立して売るのに適していないことから（上記で解説したとおり、菊池の作り出す美少女キャラクターは単独で魅力ある存在というよりも、周囲状況との兼ね合わせで味が出るようなものばかりである）、『シスタープリンセス』以降の美少女読者参加企画の隆盛期にはメインストリームに立つことができなかった。

## 作品世界のクロスオーバー
菊池たけしは自分の作ったいくつかの作品を同じ多元宇宙観に存在する平行世界であるとして、設定をクロスオーバーさせている。この多元宇宙観は「主八界」と呼ばれる。
菊池は「判定システムなど基本的な部分は同じルールを用いて、世界固有の追加ルールを一部だけ入れ替えるだけで様々な世界を舞台に手軽に遊ぶことができるゲームを、出版社の垣根を越えて作る」（これはベーシック・ロールプレイングやd20システムと同じ発想である）というのに昔から憧れていたらしく、そのための仕込みとして、様々な雑誌で連載していた読者参加企画やリプレイに裏設定レベルでつながりを組み込んでいた。それが現在でのクロスオーバー設定の元となっている。
菊池のこの夢は『ナイトウィザード』（ルール第一版）と『セブン＝フォートレスV3』とのクロスオーバーにより叶えられた部分があるが、むしろ菊池がこの部分で強く貢献しているのはスタンダードRPGシステムの企画についてである。スタンダードRPGシステムは井上純弌が発起した企画という印象が強いが、実際には『アルシャード』のシステム設計に2D6（6面体ダイス2個による行為判定システム）アドバイサーとして関わり、やがて完成したシステムを見た菊池が「このシステムならかつて自分がやりたかったことができる」として基幹システム化を井上にすすめた企画であることを、様々なインタビュー記事などで井上、菊池ともに語っている。なお、井上とは親友にしてライバルとして知られている。一時期は本気で仲が険悪だったこともあるが（経緯は記事「井上純弌」を参照）、現在ではそれをネタにできるくらいの良好な関係を築いている。

## 作品リスト

### テーブルトークRPG
- セブン＝フォートレス
- ナイトウィザード
- アリアンロッドRPG / アリアンロッドRPG 2E
- アルシャードガイアRPG / アルシャードセイヴァーRPG（井上純弌との共著）

### 読者参加ゲーム
- ファージアスの邪皇帝
- 超女王様伝説 セント★プリンセス
- 女神スタジアム
- 女神天国（初期のみ菊池たけしが担当していた）
- エイスエンジェル
- Dear… ～この歌をあなたに～
- プレゼント・プリティ
- 六柱の巫女
- Arcane Rose ～アルカナの少女たち～

### コンシューマーゲーム
- 真・魔装機神 PANZER WARFARE
- THE 恋愛シミュレーション 〜私におまカフェ〜
- ドラゴンナイト4
- ザ・グレイトバトルVI

「ドラゴンナイト4」についてはスーパーファミコン版とプレイステーション版の移植時に脚本を担当している。（移植版の追加キャラクター「サラ」は、「アルセイルの氷砦」に出てくる「褐色の聖神官サライ」がモデルである）
また、発売中止になったものの、スーパーファミコン版『スレイヤーズ』の続編を担当する予定であった。この時に作成していたプロットが後の『セブン＝フォートレス EX』の元になった。

### リプレイ

#### セブン＝フォートレス
（砦シリーズ）
- アルセイルの氷砦
- フォーチューンの海砦(上・下)
- リーンの闇砦
- フォーラの森砦(上・下)
- 宝玉の七勇者
- フレイスの炎砦(上・下)
- ラ・アルメイアの幻砦(上・下)
- シェローティアの空砦(全5巻)

（みこシリーズ）
- 黒き星の皇子

#### ナイトウィザード
- 星を継ぐ者
- ベル・ゲーム～虚像のエコー～
- Price ＆ Wish －サイゴ ノ ネガイ－

(みこシリーズ)
- 紅き月の巫女
- 白き陽の御子
- 合わせ鏡の神子

#### アリアンロッドRPG
（無印シリーズ）
- 銀の輪の封印
- 闇色の血の騎士
- 金色の鍵の英雄
- 死者の花嫁

（ルージュシリーズ）
- ノエルと薔薇の小箱
- ノエルと翡翠の刻印
- ノエルと白亜の悪夢
- ノエルと蒼穹の未来
- ノエルと白馬の王子

（サガシリーズ）
- 戦乱のプリンセス
- 最強のフィアンセ
- 殺意のエトワール
- 裏切りのマリオネット
- 激闘のピースメーカー
- 運命のダイナスト
- 終末のエンプレス
- 新世界のサーヴァント

#### ダブルクロス
(無印シリーズ)
- 闇に降る雪 -Queen of Blue-
- 聖夜に鳴る鐘 -Dynast-

#### アルシャード
（ルール第一版）
- オーディンの槍・スルトの剣

（アルシャードガイア）
- 神薙ぐ御剣

#### その他
- 異能使い・リプレイ　鳴神の巫女（矢野俊策と共著。『鳴神の巫女』）
- ブレイド・オブ・アルカナThe3rdEdition・リプレイ　ハイデルランド英雄譚（稲葉義明と共著。『ディングレイの魔核』）
- ビヨンド・ローズ・トゥ・ロードでわかる実践RPG入門（門倉直人、鈴木猛と共著。）
- 精霊の大地　ビヨンド・ローズ・トゥ・ロードでわかる実践RPG入門2（門倉直人、吉森真吾と共著。）

### リプレイのプレイヤーとしての参加

#### ナイトウィザード
（ロンギヌス00）
- 幼年期の終わり～HUMAN　SYSTEM～
- 地球の長い午後

（十文字冴絵）
- 月は無慈悲な夜の女王
- モノクロームの境界
- マリオネットの方程式

（平賀十蔵）
- 蒼穹のエンゲージ
- 星空のラストリゾート

（その他）
- 最果てで君を待つ扉（水樹天竜）
- 愛はさだめ、さだめは死（子ノ日葵/ゲシュペンスト）
- 聖なる夜に小さな願いを（テスラ＝陽炎＝フラメル）
- グリムゲルデの仮面（デューク＝オブ＝ヨーク）
- ふたつの終わり、ひとつの始まり（一条凱）

#### アリアンロッドRPG
- アリアンロッド・リプレイ・ハートフル（カッツ・バルゲル）
- 魔を貫くもの（『アリアンロッド・リプレイ・ルージュ+1　ノエルと白馬の王子』収録:キング・ジョージ5世）
- アリアンロッド・サガ・リプレイ・アクロス（ツヴァイ）
- アリアンロッド・サガ・リプレイ・ブレイク（アンソン・マンソン）
- アリアンロッド・サガ・リプレイ・デスマーチ（ドラン・ベレレン）
- アリアンロッド・リプレイ・ブレイド（チンエン）
- 時を駆けちゃったベネット（『アリアンロッド・サガ・ファンブック Heartbreak Memory』収録:マクリル・アガルタ）
- アリアンロッド・リプレイ・セカンドウィンド（ジェイス・ロウ）
- アリアンロッド・サガ・リプレイ・ゲッタウェイ（ギデオン・ガバドン）
- アリアンロッド・リプレイ・ヴァイス（ジェイス・ロウ）

#### アルシャード
（グラーフ・シュペー）
- 悠久の地平
- 時計仕掛けの破壊神
- 天使がくれた世界滅亡
- 魔女が望んだ未来消失

（宮沢虎吾郎）
- 希望へのコンタクト
- 美少女女神と黄金の林檎
- 美少女女神と伝説の愛天使

（夷神瞬）
- 君といるセカイ

（ドレッドノート）
- 月明かりのキヲク

#### その他
- ダブルクロス・リプレイ TRUE WORD（『ダブルクロス・ヴァリアント 消え去りし楽園』収録:シェフィールド）
- 異界戦記カオスフレアリプレイ 暁の戦士たち（『Episode2 ブライトストリング』:小澤瑞鶴）
- ガンメタル・ブレイズリプレイ セイント・アンガー（エース・ノーザンクロス）
- ニルヴァーナリプレイ 大崩壊再来（サプリメント『サンスカーラ』収録:ガウェイン・グラストヘイム）

### 小説
- ベール＝ゼファーの憂鬱（ナイトウィザードアンソロジーノベル　魔法使いと、休日の過ごし方）
- 大魔王は、世界滅亡の夢を見ちゃった（ナイトウィザードアンソロジーノベル　大魔王は、世界滅亡の夢を見るか?）

### テレビアニメ
2022年
- 骸骨騎士様、只今異世界へお出掛け中（シリーズ構成・脚本）

2026年
- グロウアップショウ 〜ひまわりのサーカス団〜（シリーズ構成・脚本）